# Lynge-Uggeløse
Lynge-Uggeløse is een plaats in de Deense regio Hovedstaden, gemeente Allerød. Het bestaat uit de kernen Lynge en Uggeløse, samen tellen ze 4086 inwoners (2020).

## Parochies
- Lynge
- Uggeløse